# Sorbus schinzii
Sorbus schinzii är en rosväxtart som beskrevs av Düll. Sorbus schinzii ingår i släktet oxlar, och familjen rosväxter. Inga underarter finns listade i Catalogue of Life.